# Julbestyr på en bondgård
Julbestyr på en bondgård var SR:s julkalender 1958.

## Papperskalender
Årets papperskalender ritades av Sören Linde och föreställde en bondgård med diverse illustrationer och luckor runt om.

## Handling
Serien utspelar sig på en gård i Uppland, där lyssnaren får följa julförberedelserna dag för dag. Rolf Bergström medverkar, och har till sin hjälp de tre barnen på gården (14-åriga Gunnel, 12-årige Magnus och 6-årige Gunnar) samt deras föräldrar Eric och Anna-Lisa. Med serien ville man förmedla en tid av förändring när hästar alltmer bytts ut av traktorer i det dagliga arbetet, och en stor del av Sveriges befolkning inte längre bor på landsbygden utan i städer. Denna gång sålde man dessutom för första gången en tryckt adventskalender i samband med programmet.

## Anteckningar
1. ↑  Angavs i tablåerna under titeln Barnens adventskalender.

### Fotnoter
1. 1 2  Stenudd, Solveig (2004). Teskedsgumman, Pettson, Pelle Svanslös och alla de andra : julkalendern i radio och TV genom tiderna (Ny, utök. version). Sveriges television (SVT). sid. 10-11, 166. ISBN 91-975013-0-1. OCLC 186559284. https://www.worldcat.org/oclc/186559284. Läst 31 januari 2023
2. ↑  ”1958, Julbestyr på en bondgård”. Sveriges Radio. http://sverigesradio.se/barn/julkalendrar/1958.stm. Läst 30 augusti 2015.